# 深山の乙女 (1917年の映画)
『深山の乙女』（みやまのおとめ、英語: The Raggedy Queen, 「おんぼろの女王」の意）は、1917年（大正6年）製作・公開、ブルーバード映画製作、ユニバーサル・フィルム・マニュファクチュアリング・カンパニー配給によるアメリカ合衆国のサイレント映画である

## 略歴・概要
1916年（大正5年）にユニバーサル・フィルム・マニュファクチュアリング・カンパニー（現在のユニバーサル・ピクチャーズ）の子会社として設立されたブルーバード映画が、1917年に製作し、ユニバーサル社が配給して、同年12月3日にアメリカ合衆国で公開された。ロケーション撮影をペンシルベニア州で行った。
日本では、播磨勝太郎が1916年に設立した播磨ユニヴァーサル商会が独占配給し、1918年（大正7年）3月30日に東京・浅草公園六区の帝国館を皮切りに全国で公開された。同年8月、帰山教正の映画芸術協会が同名のオリジナルシナリオによる映画『深山の乙女』の製作を開始、翌1919年（大正8年）9月13日、天然色活動写真（天活）が配給・公開している。
現在、本作の上映用プリントは現存しないと推測されている。

## スタッフ・作品データ
- 監督 : シオドア・マーストン
- 原作 : ネル・B・ブロンソン
- 脚本 : ジョン・C・ブラウネル
- 撮影 : 不明[1]

- 上映時間（巻数） : 約50分（5巻）[2]
- フォーマット : 白黒映画 - スタンダードサイズ（1.33:1） - サイレント映画
- 日本初回興行 : 浅草・帝国館

## キャスト
クレジット順
- ヴァイオレット・マースロウ - おんぼろ（Tatters）
- グレイス・バートン （Grace Barton[7]） - クレイジー・アン
- ドナルド・ホール （Donald Hall[8]） - ヒュー・ティルソン
- ロバート・F・ヒル （Robert F. Hill） - トム・ブレノン
- チャールズ・スラッタリー （Charles Slattery[9]） - レム・ブラクストン
- ジェームズ・オニール （James O'Neill） - アンドレ神父
- フランク・オットー （Frank Otto[10]） - デイヴィッド・グラント

## 関連事項
- ブルーバード映画
- 1918年の日本公開映画

## 註
1. 1 2 3 4  The Raggedy Queen, Internet Movie Database （英語）, 2010年7月5日閲覧。
2. 1 2  『日本映画発達史 I 活動写真時代』 、田中純一郎、中公文庫、1975年12月10日 ISBN 4122002850, p.257-261.
3. ↑  『20世紀アメリカ映画事典』、編・畑暉男、カタログハウス、2002年4月、ISBN 4905943507, p.109.
4. ↑  『ブルーバード映画の記録』 : 製作・著・発行山中十志雄・塚田嘉信、1984年4月、p.7.
5. ↑  深山の乙女、日本映画データベース、2010年7月5日閲覧。
6. ↑  The Raggedy Queen, silentera.com （英語）, 2010年7月5日閲覧。
7. ↑  Grace Barton - IMDb（英語）, 2010年7月5日閲覧。
8. ↑  Donald Hall - IMDb（英語）, 2010年7月5日閲覧。
9. ↑  Charles Slattery - IMDb（英語）, 2010年7月5日閲覧。
10. ↑  Frank Otto - IMDb（英語）, 2010年7月5日閲覧。